# 766 (číslo)
Sedm set šedesát šest je přirozené číslo. Následuje po čísle sedm set šedesát pět a předchází číslu sedm set šedesát sedm. Římskými číslicemi se zapisuje DCCLXVI a řeckými číslicemi ψξς.

## Matematika
766 je:
- Deficientní číslo
- Poloprvočíslo
- Nešťastné číslo

## Astronomie
- (766) Moguntia je planetka hlavního pásu, kterou objevil v roce 1913 Franz Kaiser

## Roky
- 766
- 766 př. n. l.